# Mahir al-Assad

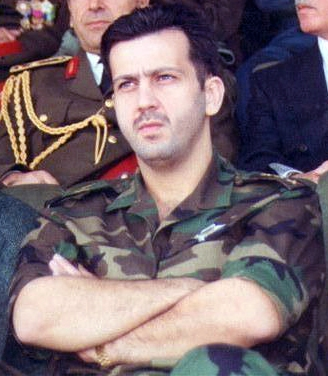
Mahir al-Assad (2008)

Mahir Hafiz al-Assad (arabisch ماهر حافظ الأسد, DMG Māhir Ḥāfiẓ al-Asad; * 8. Dezember 1967) ist ein ehemaliger syrischer Militär im Dienstgrad eines Generalmajors. Er war Kommandant der Präsidentengarde und der 4. Division des Syrischen Heeres.
Er galt als eine Schlüsselfigur für Irans Präsenz in Syrien, das von seiner Familie bis 2024 diktatorisch regiert wurde. Laut Berichten war er außerdem in die Herstellung und den Schmuggel von Drogen wie Captagon verwickelt, um dem Haushalt des sanktionierten syrischen Regimes, das von seinem Bruder geführt wurde, jährlich Milliarden an Devisen einzubringen.

## Leben
Mahir war der Bruder des ehemaligen syrischen Präsidenten Baschar al-Assad und jüngster von vier Söhnen des früheren Präsidenten Hafiz al-Assad und dessen Frau Anisa Machluf. Nach seinem Studium der Betriebswirtschaft an der Universität Damaskus trat er wie bereits sein älterer Bruder Basil zuvor ins Militär ein. Im Oktober 1999 schoss er im Streit seinem Schwager Asif Schaukat in den Bauch, was dieser überlebte.
In der vom UN-Sicherheitsrat angeordneten Untersuchung des tödlichen Attentats auf den libanesischen Regierungschef Rafiq al-Hariri 2005 wurde Mahir al-Assad im Zwischenbericht des deutschen Sonderermittlers Detlev Mehlis als einer der Hauptverdächtigen aufgeführt, wogegen die syrische Regierung protestierte. Dem Antrag der Ermittler, Mahir und Baschar al-Assad zu vernehmen, wurde von den syrischen Behörden nicht stattgegeben. Für das später eingerichtete Sondertribunal für den Libanon waren die auf eine Beteiligung Syriens hindeutenden Beweise nicht für eine Anklage ausreichend, einzige Angeklagte sind bisher vier Mitglieder der Hisbollah.
Mahir al-Assad befehligte 2008 die Niederschlagung eines Gefängnisaufstandes in Saidnaya. Menschenrechtsgruppen verfügen über ein Video, in dem er dabei mit seinem Mobiltelefon Bilder von toten politischen Gefangenen macht.
Im Bürgerkrieg in Syrien seit März 2011 wird ihm von Beobachtern eine zentrale militärische Rolle zugeschrieben. Als der Rat der Europäischen Union im Mai 2011 Sanktionen gegen Syrien verhängte, war Mahir al-Assad die erstgenannte von dreizehn Einzelpersonen, deren in der EU befindlicher Besitz eingefroren wurde. In der entsprechenden Verordnung wird er als „Hauptanführer des gewaltsamen Vorgehens gegen die Demonstranten“ bezeichnet. Seit Dezember 2011 galt für ihn ein Einreiseverbot in die Europäische Union, das im März 2012 auch auf seine sunnitische Ehefrau Manal sowie auf seine Mutter, Schwester und weitere Familienangehörige ausgedehnt wurde. Der türkische Regierungschef Recep Tayyip Erdoğan verurteilte im Juni 2011 Mahir al-Assads Vorgehen in der Niederschlagung oppositioneller Proteste als unmenschlich und forderte den syrischen Präsidenten öffentlich auf, seinen Bruder ins Exil zu schicken. Im Juni 2011 tauchte ein Video auf, in dem er während der Proteste 2011 in Damaskus persönlich auf Demonstranten schießt.
Laut internationalen Medienberichten seit August 2012 soll Mahir al-Assad bei einem Bombenanschlag in Damaskus am 18. Juli 2012, bei dem unter anderen sein Schwager Asif Schaukat und der syrische Verteidigungsminister Daud Radschha getötet wurden, schwer verletzt worden sein und dabei Teile einer Hand und eines Beins verloren haben. Er habe seitdem seine aktive militärische Rolle allerdings wieder aufgenommen.
Am 29. September 2024 erfolgte ein israelischer Luftangriff auf Mahir al-Assads Villa in einem Vorort von Damaskus. Angeblich hat Mahir Al-Assad den Angriff überlebt.

## Rezeption
Mahir al-Assad galt als eine Schlüsselfigur für Irans Präsenz in Syrien.
Laut Berichten war er in die Herstellung und den Schmuggel von Drogen wie Captagon verwickelt, die dem sanktionierten syrischen Regime jährlich Milliarden an Devisen einbringen sollen. Als Befehlshaber der 4. Division war er unter anderem für die Absicherung der Stadt Kusair und der Drogen-Transportwege bis zum Hafen in Latakia am Mittelmeer verantwortlich. US-Forschern zufolge trug der Captagon-Handel im Jahr 2021 etwa 5,1 Milliarden Euro zum syrischen Inlandsprodukt bei, 2017 waren es demnach noch 1,6 Milliarden Euro gewesen.